# Momo Cissé
Alkhaly Momo Cissé (* 17. Oktober 2002 in Conakry) ist ein guineisch-französischer Fußballspieler.

## Karriere
In der Jugend kam Cissé von Vendée Fontenay Foot zum Paris FC. 2017 schloss er sich Le Havre AC an.
Mitte August 2020 wechselte Cissé zum VfB Stuttgart. Er gab am 19. September 2020 am 1. Spieltag der Bundesligasaison 2020/21 für den VfB gegen den SC Freiburg sein Debüt. Im Januar 2022 wurde er vom VfB bis Juni 2023 an Wisła Krakau ausgeliehen.
Zur Saison 2023/24 kehrte er zum VfB Stuttgart zurück und wurde in die zweite Mannschaft integriert, ohne jedoch ein Spiel zu absolvieren. Im Januar 2024 wurde sein Vertrag mit dem VfB aufgelöst.